# Brissopsis atlantica
Brissopsis atlantica är en sjöborreart som beskrevs av Ole Theodor Jensen Mortensen 1907. Brissopsis atlantica ingår i släktet Brissopsis och familjen lyrsjöborrar. Inga underarter finns listade i Catalogue of Life.